# Џонстон (атол)
Џонстон (енгл. Johnston Atoll) је атол у Тихом океану, 1.150 км југозападно од Хаваја. Група острва са површином од 2,8 км² политички припада САД. Главно острво Џонстон  је имало 317 становника до 2004. године. На острву има пуно гвана. Острво контролише Америчко ратно ваздухопловство.
Група острва се састоји од коралног гребена. Главна острва су Џонстон и Сенд Ајланд (пешчано острво) чије је површине америчка војска значајно увећала, Џонстон са 19 на 291 ha и Сенд Ајланд са 4 на 8,9 ha. Уз то постоје још два вештачка острва Акеј (на северу) и Хикина (на истоку).
САД користи та острва за тестирање атомског оружја. Након експлозије једне ракете у 1962. години јако је заражен плутонијумом. Од 1972. до 2000. било је редовних тестирања са атомским оружјем. Након тога острва су се користила као складиште нуклеарног отпада. Такође уништавало се хемијско и биолошко оружје као што су Сарин и Агенс Оранџ. Током 2000. године почели су сређивати и чистити та острва.
Једини становници су припадници америчке војске као и њихови цивилни сарадници који одржавају то војно постројење.
САД је острва прогласио заштићеном зоном природе јер се на њима множе птице и корњаче. До 2004. године је планирано да се америчка војска повуче са острва.